# (2426) Simonov
(2426) Simonov es un asteroide perteneciente al cinturón de asteroides, descubierto el 26 de mayo de 1976 por Nikolái Stepánovich Chernyj desde el Observatorio Astrofísico de Crimea (República de Crimea).

## Designación y nombre
Designado provisionalmente como 1976 KV. Fue nombrado Simonov en honor al escritor y periodista ruso Konstantín Mijáilovich Símonov.